# Sony Alpha 7 IV
α 7 III α 7R V
Le Sony Alpha 7 IV (typographié α 7 IV et référencé ILCE-7M4) est un appareil photographique hybride semi-professionnel plein format équipé de la monture E, annoncé en octobre 2021,.
La version A7 R IV (référencée ILCE-7RM4A), plus dotée en résolution avec 61 millions de pixels, est annoncée la première en juillet 2019 et commercialisée en septembre de la même année,.